# Alexandre Prémat
Alexandre Prémat (Juvisy-sur-Orge, Francia; 5 de abril de 1982) es un piloto francés de automovilismo. A lo largo de su carrera, ha sido campeón en torneos internacionales, tanto en monoplazas como en sport prototipos. Fue tercero en la temporada 2006 de GP2 Series, y fue probador oficial del equipo Spyker MF1 Team de Fórmula 1 ese mismo año.

## Carrera
En 1992, cuando solo tenía 10 años, debutó en karting, donde continuó hasta 1997. Al año siguiente fue campeón en Ille de France, Francia, y quedó 4.º en el trofeo de J-P Laborde y 3.º en las 24 Horas de Le Mans. En 1999 logró 6 victorias en 125 ICC, y quedó subcampeón de Francia y campeón del mundo en esa modalidad.
En el 2000 fue 2.º en el Campeonato de Italia de 125 ICC, 2º en Elf Master, subcampeón de Francia en Fórmula Campus (2 victorias, 9 podios, 2 pole positions y 7 vueltas rápidas), y campeón de Francia en 125 ICC.
En 2001 fue el 9.º en la Fórmula Renault, logró un podio en el Campeonato de Europa, lo que lo convirtió en el 2º mejor debutante (con 3 podios y una pole position) y 3.º en el Speedy World.
En 2002 fue campeón de la Fórmula Renault Francesa. En 2003 fue vicecampeón de la Fórmula 3 Euroseries, vencedor del Gran Premio de Macao, vencedor del Masters de Fórmula 3, piloto oficial de Mercedes-Benz Junior Driver y F3 Mygale et Ligier.
En 2005, participó en la GP2 Series con el equipo ART, acabando en 4.º lugar con 67 puntos. De nuevo fue piloto oficial del Mercedes-Benz Junior Driver.
En 2006 siguió en el mismo equipo teniendo como compañero al inglés Lewis Hamilton. Acabó 3.º con 66 puntos, aunque fue eclipsado por Hamilton que ganó el campeonato. Además ganó el título de la A1GP en la temporada 2005/06 representando a su país junto con Nicolas Lapierre. Ese año condujo el tercer coche del equipo Midland de Fórmula 1 en el Gran Premio de China. Participó en unos tests con el equipo de Champ Car Conquest Racing, consiguiendo el primer puesto en varios de ellos.

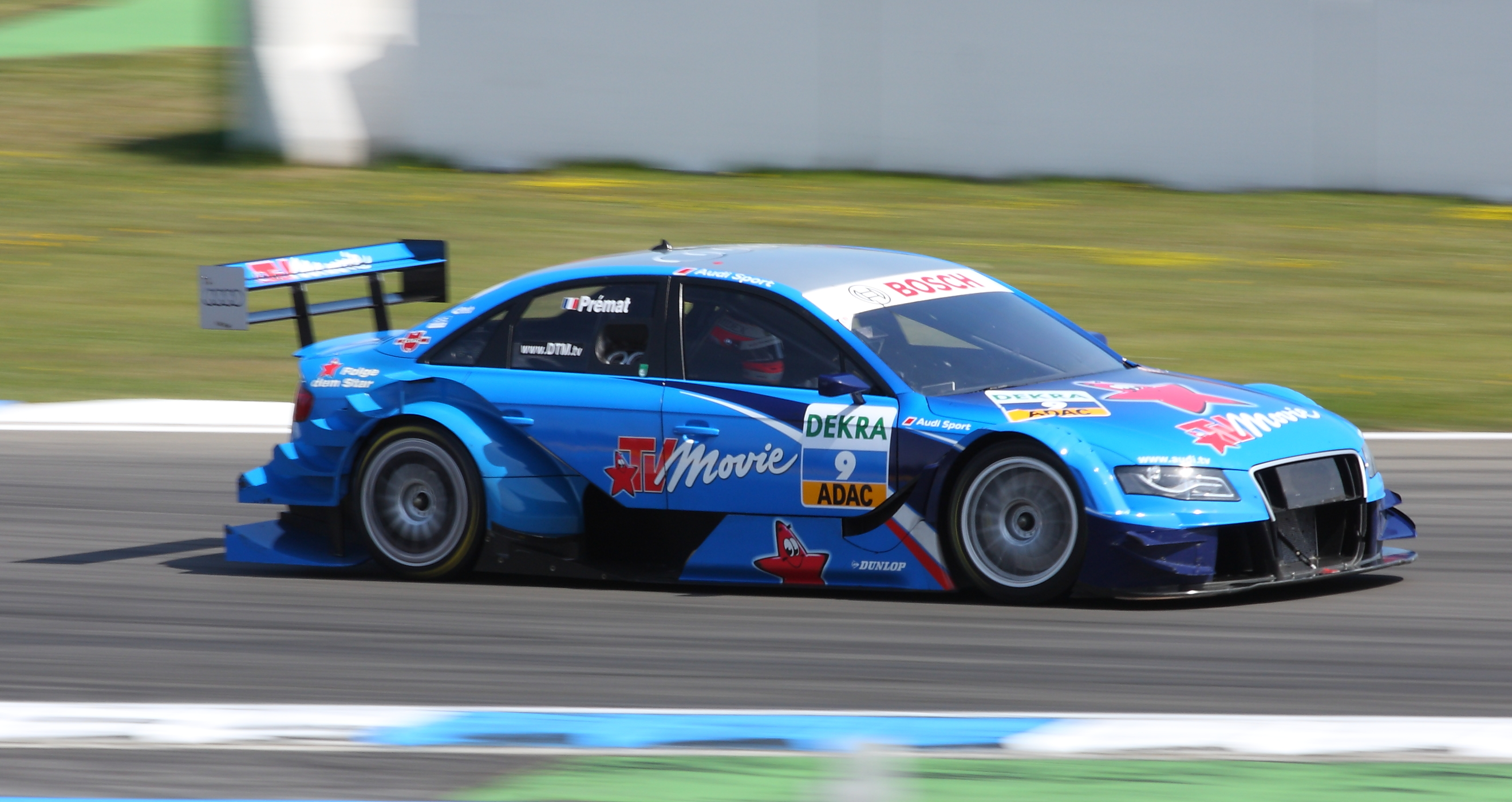
Prémat corriendo para Audi en DTM, temporada 2010.

Eventualmente, Audi contrató a Prémat como piloto oficial para la temporada 2007. Pilotó un Audi A4 del equipo Phoenix en el Deutsche Tourenwagen Masters, donde terminó 11.º. También participó en las 24 Horas de Le Mans en un Audi R10 TDI, que abandonó. En 2008 participó de nuevo en el DTM para Phoenix, resultando 10.º. También corrió en la Le Mans Series, otra vez con Audi, donde fueron campeones de pilotos pese a no ganar ninguna carrera, y llegó cuarto en las 24 horas de Le Mans.
En 2009 siguió corriendo en la DTM para Audi, donde quedó 13.º, y en las 24 horas de Le Mans, que finalizó 17.º. En 2010, Prémat terminó 11.º en el DTM. En la fecha de Adria chocó fuertemente, y luego disputó al Maratón de Nueva York en vez de realizar actividades de recuperación. Eso más las pobres actuaciones motivaron su despido de Audi.
Prémat disputó las 24 horas de Le Mans de 2011 para Oreca en la clase LMP2, donde abandonó. Luego participó en las cuatro fechas restantes de la Copa Intercontinental Le Mans para Oak: llegó 12.º absoluto y quinto en LMP2 en Imola, y tercero, cuarto y quinto en Silverstone, Petit Le Mans y Zhuhai en la clase LMP1.
En el año 2012, el francés pasó al Campeonato Australiano de Supercars. Ganó dos carreras, una en 2016 para Triple Eight y otra en 2017 para Team Penske.

## Resultados

### GP2 Series
(Clave) (negrita indica pole position) (cursiva indica vuelta rápida puntuable)

| Año  | Escudería      | 1   | 1   | 2   | 2   | 3   | 3   | 4   | 4   | 5   | 5   | 6   | 6   | 7   | 7   | 8   | 8   | 9   | 9   | 10  | 10  | 11  | 11  | 12  | 12  | Pos. | Puntos | Ref.  |
| ---- | -------------- | --- | --- | --- | --- | --- | --- | --- | --- | --- | --- | --- | --- | --- | --- | --- | --- | --- | --- | --- | --- | --- | --- | --- | --- | ---- | ------ | ----- |
| 2005 | ART Grand Prix | IMO | IMO | BAR | BAR | MON | MON | NÜR | NÜR | MAG | MAG | SIL | SIL | HOC | HOC | BUD | BUD | EST | EST | MNZ | MNZ | SPA | SPA | SAK | SAK | 4.º  | 67     | [ 1 ] |
| 2005 | ART Grand Prix | 7   | 2   | 10  | Ret | Ret | Ret | 4   | Ret | 9   | Ret | 3   | 5   | 2   | 9   | 4   | 1   | 1   | 14  | Ret | 18  | Ret | 12  | 2   | 3   | 4.º  | 67     | [ 1 ] |
| 2006 | ART Grand Prix | VAL | VAL | IMO | IMO | NÜR | NÜR | BAR | BAR | MON | MON | SIL | SIL | MAG | MAG | HOC | HOC | BUD | BUD | EST | EST | MNZ | MNZ |     |     | 3.º  | 66     | [ 2 ] |
| 2006 | ART Grand Prix | 9   | Ret | 4   | Ret | 2   | 17  | 1   | 3   | 3   | 3   | 6   | Ret | 2   | 3   | 19  | Ret | 6   | 3   | 3   | 7   | 5   | Ret |     |     | 3.º  | 66     | [ 2 ] |

### Fórmula 1
(Clave) (negrita indica pole position) (cursiva indica vuelta rápida)

| Año     | Escudería       | 1   | 2   | 3   | 4   | 5   | 6   | 7   | 8   | 9   | 10  | 11  | 12  | 13  | 14  | 15  | 16     | 17  | 18  | Pos. | Puntos |
| ------- | --------------- | --- | --- | --- | --- | --- | --- | --- | --- | --- | --- | --- | --- | --- | --- | --- | ------ | --- | --- | ---- | ------ |
| 2006    | Spyker MF1 Team | BHR | MYS | AUS | SMR | EUR | ESP | MON | GBR | CAN | USA | FRA | GER | HUN | TUR | ITA | CHN TD | JPN | BRA | –    | –      |
| Fuente: |                 |     |     |     |     |     |     |     |     |     |     |     |     |     |     |     |        |     |     |      |        |